# Maxime Bernauer
Maxime Bernauer (Hennebont, 1º luglio 1998) è un calciatore francese, difensore del Saint-Étienne.

## Carriera

### Club
Bernauer è cresciuto nel settore giovanile del Rennes, dove ha giocato per tre anni con la seconda squadra. Fra il 2019 ed il 2021 ha giocato nel Championnat National con Concarneau e Le Mans per poi firmare con il Paris FC il 13 luglio 2021. Ha esordito in Ligue 2 undici giorni dopo nell'incontro vinto 4-0 contro il Grenoble.
Il 7 giugno 2023 è stato acquistato a titolo definitivo dalla Dinamo Zagabria, club della prima divisione croata.

### Nazionale
Ha giocato nelle nazionali giovanili francesi Under-16 ed Under-17.

## Statistiche

### Presenze e reti nei club
Statistiche aggiornate al 14 marzo 2024.
| Stagione        | Squadra         | Campionato      | Campionato | Campionato | Coppe nazionali | Coppe nazionali | Coppe nazionali | Coppe continentali | Coppe continentali | Coppe continentali | Altre coppe | Altre coppe | Altre coppe | Totale | Totale | Totale |
| Stagione        | Squadra         | Comp            | Pres       | Reti       | Comp            | Pres            | Reti            | Comp               | Pres               | Reti               | Comp        | Pres        | Reti        | Pres   | Reti   |        |
| --------------- | --------------- | --------------- | ---------- | ---------- | --------------- | --------------- | --------------- | ------------------ | ------------------ | ------------------ | ----------- | ----------- | ----------- | ------ | ------ | ------ |
| 2016-2017       | Rennes 2        | N2              | 8          | 0          |                 | -               | -               |                    | -                  | -                  |             | -           | -           | 8      | 0      |        |
| 2017-2018       | Rennes 2        | N2              | 20         | 1          |                 | -               | -               |                    | -                  | -                  |             | -           | -           | 20     | 1      |        |
| 2018-2019       | Rennes 2        | N3              | 23         | 0          |                 | -               | -               |                    | -                  | -                  |             | -           | -           | 23     | 0      |        |
| 2019-2020       | Concarneau      | N1              | 25         | 0          | CF              | 2               | 0               |                    | -                  | -                  |             | -           | -           | 27     | 0      |        |
| 2020-2021       | Le Mans         | N1              | 32         | 0          | CF              | 0               | 0               |                    | -                  | -                  |             | -           | -           | 32     | 0      |        |
| 2021-2022       | Paris FC        | L2              | 31         | 1          | CF              | 2               | 0               |                    | -                  | -                  |             | -           | -           | 33     | 1      |        |
| 2022-2023       | Paris FC        | L2              | 35         | 1          | CF              | 3               | 0               |                    | -                  | -                  |             | -           | -           | 38     | 1      |        |
| 2023-2024       | Dinamo Zagabria | HNL             | 8          | 1          | CC              | 3               | 1               | UCL+UEL+UECL       | 1+0+5              | 0                  | SC          | 0           | 0           | 17     | 2      |        |
| Totale carriera | Totale carriera | Totale carriera | 182        | 4          |                 | 10              | 1               |                    | 6                  | 0                  |             | 0           | 0           | 198    | 4      |        |

## Palmarès

### Club

#### Competizioni nazionali
- Supercoppa di Croazia: 1

Dinamo Zagabria: 2023
- Coppa di Croazia: 1

Dinamo Zagabria: 2023-2024
- Campionato croato: 1

Dinamo Zagabria: 2023-2024